# Roundhay Garden Scene
Roundhay Garden Scene ist ein experimenteller Kurzfilm von Louis Le Prince aus dem Jahr 1888 und gilt als der älteste Film der Filmgeschichte.
Le Prince hatte bereits seit geraumer Zeit mit dem Film experimentiert. Es entstanden einige Aufnahmen eines gehenden Mannes. Die Kamera mit 16 Linsen stellte sich jedoch als unbrauchbar heraus, die Filme waren verwackelt. Für einen neuen Versuch verwendete er eine Ein-Linsen-Kamera und Papierfilm.
Er wurde von Louis Le Prince im Garten der Familie Whitley in der Oakwood Grange in Roundhay, einem Vorort von Leeds gedreht, möglicherweise am 14. Oktober und damit fast zeitgleich mit bzw. wenige Tage vor Traffic Crossing Leeds Bridge. Er zeigt den Sohn von Louis Le Prince, Adolphe Le Prince, sowie Mrs. Sarah Whitley, Joseph Whitley und Miss Harriet Hartley, wie sie lachend im Garten umhergehen. 1888 ist dabei das spätestmögliche Entstehungsdatum, da Mrs. Whitley, die Schwiegermutter von Le Prince, am 24. Oktober 1888 starb.
Heute existiert nur noch ein Fragment des Films als photographische Kopien. Es umfasst gut zwei Sekunden.